# Salmo 119

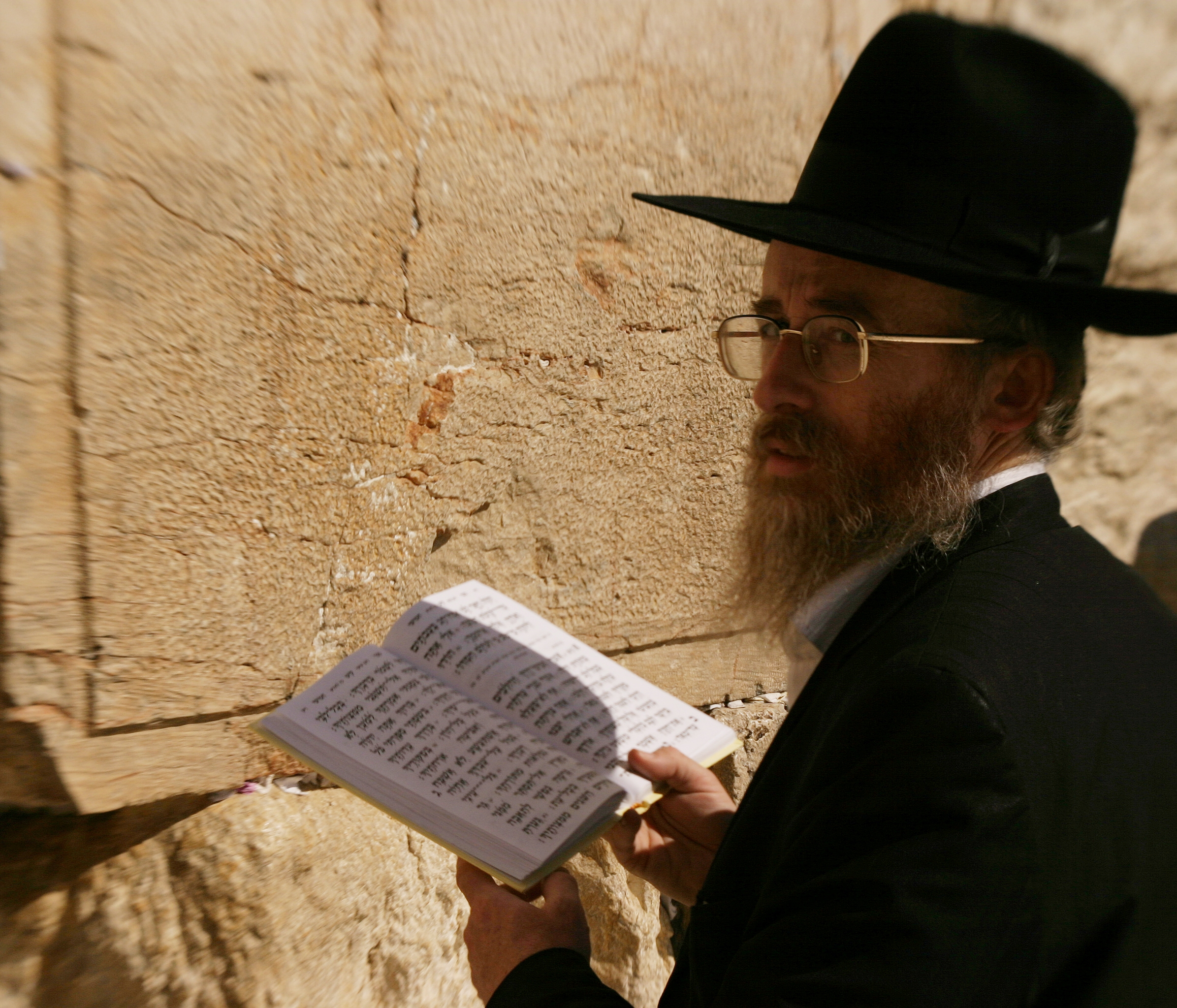
Gerusalemme, uomo legge il salmo 119 sul muro occidentale.

Il Salmo 119 (numerazione greca: salmo 118) fa parte della raccolta dei 150 Salmi sia nella Tanakh ebraica che nell'Antico Testamento cristiano.
È il salmo più lungo di tutta la raccolta e diventa in questo modo il capitolo più lungo di tutta la Bibbia.
È un salmo alfabetico costruito con la particolarità che gli otto versi di ogni strofa cominciano con una delle 22 lettere dell'alfabeto ebraico.
Le varie strofe sono tutte una lode della legge divina. Praticamente ogni verso contiene un termine che designa la stessa cosa: la legge. Ad esempio, appaiono i termini testimonianza, precetto, volontà, comando, promessa, parola, giudizio, via, ecc. 
È stato probabilmente scritto durante la deportazione babilonese 

## Testo italiano
Ecco il testo del salmo, con la conseguente suddivisione in versetti.
Alleluia. Alef
1 Beato l'uomo di integra condotta,
che cammina nella legge del Signore.
2 Beato chi è fedele ai suoi insegnamenti
e lo cerca con tutto il cuore.
3 Non commette ingiustizie,
cammina per le sue vie.
4 Tu hai dato i tuoi precetti
perché siano osservati fedelmente.
5 Siano diritte le mie vie,
nel custodire i tuoi decreti.
6 Allora non dovrò arrossire
se avrò obbedito ai tuoi comandi.
7 Ti loderò con cuore sincero
quando avrò appreso le tue giuste sentenze.
8 Voglio osservare i tuoi decreti:
non abbandonarmi mai.
Bet
9 Come potrà un giovane tenere pura la sua via?
Custodendo le tue parole.
10 Con tutto il cuore ti cerco:
non farmi deviare dai tuoi precetti.
11 Conservo nel cuore le tue parole
per non offenderti con il peccato.
12 Benedetto sei tu, Signore;
mostrami il tuo volere.
13 Con le mie labbra ho enumerato
tutti i giudizi della tua bocca.
14 Nel seguire i tuoi ordini è la mia gioia
più che in ogni altro bene.
15 Voglio meditare i tuoi comandamenti,
considerare le tue vie.
16 Nella tua volontà è la mia gioia;
mai dimenticherò la tua parola.
Ghimel
17 Sii buono con il tuo servo e avrò vita,
custodirò la tua parola.
18 Aprimi gli occhi perché io veda
le meraviglie della tua legge.
19 Io sono straniero sulla terra,
non nascondermi i tuoi comandi.
20 Io mi consumo nel desiderio
dei tuoi precetti in ogni tempo.
21 Tu minacci gli orgogliosi;
maledetto chi devìa dai tuoi decreti.
22 Allontana da me vergogna e disprezzo,
perché ho osservato le tue leggi.
23 Siedono i potenti, mi calunniano,
ma il tuo servo medita i tuoi decreti.
24 Anche i tuoi ordini sono la mia gioia,
miei consiglieri i tuoi precetti.
Dalet
25 Io sono prostrato nella polvere;
dammi vita secondo la tua parola.
26 Ti ho manifestato le mie vie e mi hai risposto;
insegnami i tuoi voleri.
27 Fammi conoscere la via dei tuoi precetti
e mediterò i tuoi prodigi.
28 Io piango nella tristezza;
sollevami secondo la tua promessa.
29 Tieni lontana da me la via della menzogna,
fammi dono della tua legge.
30 Ho scelto la via della giustizia,
mi sono proposto i tuoi giudizi.
31 Ho aderito ai tuoi insegnamenti, Signore,
che io non resti confuso.
32 Corro per la via dei tuoi comandamenti,
perché hai dilatato il mio cuore.
He
33 Indicami, Signore, la via dei tuoi decreti
e la seguirò sino alla fine.
34 Dammi intelligenza, perché io osservi la tua legge
e la custodisca con tutto il cuore.
35 Dirigimi sul sentiero dei tuoi comandi,
perché in esso è la mia gioia.
36 Piega il mio cuore verso i tuoi insegnamenti
e non verso la sete del guadagno.
37 Distogli i miei occhi dalle cose vane,
fammi vivere sulla tua via.
38 Con il tuo servo sii fedele alla parola
che hai data, perché ti si tema.
39 Allontana l'insulto che mi sgomenta,
poiché i tuoi giudizi sono buoni.
40 Ecco, desidero i tuoi comandamenti;
per la tua giustizia fammi vivere.
Vau
41 Venga a me, Signore, la tua grazia,
la tua salvezza secondo la tua promessa;
42 a chi mi insulta darò una risposta,
perché ho fiducia nella tua parola.
43 Non togliere mai dalla mia bocca la parola vera,
perché confido nei tuoi giudizi.
44 Custodirò la tua legge per sempre,
nei secoli, in eterno.
45 Sarò sicuro nel mio cammino,
perché ho ricercato i tuoi voleri.
46 Davanti ai re parlerò della tua alleanza
senza temere la vergogna.
47 Gioirò per i tuoi comandi
che ho amati.
48 Alzerò le mani ai tuoi precetti che amo,
mediterò le tue leggi.
Zain
49 Ricorda la promessa fatta al tuo servo,
con la quale mi hai dato speranza.
50 Questo mi consola nella miseria:
la tua parola mi fa vivere.
51 I superbi mi insultano aspramente,
ma non devìo dalla tua legge.
52 Ricordo i tuoi giudizi di un tempo, Signore,
e ne sono consolato.
53 M'ha preso lo sdegno contro gli empi
che abbandonano la tua legge.
54 Sono canti per me i tuoi precetti,
nella terra del mio pellegrinaggio.
55 Ricordo il tuo nome lungo la notte
e osservo la tua legge, Signore.
56 Tutto questo mi accade
perché ho custodito i tuoi precetti.
Het
57 La mia sorte, ho detto, Signore,
è custodire le tue parole.
58 Con tutto il cuore ti ho supplicato,
fammi grazia secondo la tua promessa.
59 Ho scrutato le mie vie,
ho rivolto i miei passi verso i tuoi comandamenti.
60 Sono pronto e non voglio tardare
a custodire i tuoi decreti.
61 I lacci degli empi mi hanno avvinto,
ma non ho dimenticato la tua legge.
62 Nel cuore della notte mi alzo a renderti lode
per i tuoi giusti decreti.
63 Sono amico di coloro che ti sono fedeli
e osservano i tuoi precetti.
64 Del tuo amore, Signore, è piena la terra;
insegnami il tuo volere.
Tet
65 Hai fatto il bene al tuo servo, Signore,
secondo la tua parola.
66 Insegnami il senno e la saggezza,
perché ho fiducia nei tuoi comandamenti.
67 Prima di essere umiliato andavo errando,
ma ora osservo la tua parola.
68 Tu sei buono e fai il bene,
insegnami i tuoi decreti.
69 Mi hanno calunniato gli insolenti,
ma io con tutto il cuore osservo i tuoi precetti.
70 Torpido come il grasso è il loro cuore,
ma io mi diletto della tua legge.
71 Bene per me se sono stato umiliato,
perché impari ad obbedirti.
72 La legge della tua bocca mi è preziosa
più di mille pezzi d'oro e d'argento.
Iod
73 Le tue mani mi hanno fatto e plasmato;
fammi capire e imparerò i tuoi comandi.
74 I tuoi fedeli al vedermi avranno gioia,
perché ho sperato nella tua parola.
75 Signore, so che giusti sono i tuoi giudizi
e con ragione mi hai umiliato.
76 Mi consoli la tua grazia,
secondo la tua promessa al tuo servo.
77 Venga su di me la tua misericordia e avrò vita,
poiché la tua legge è la mia gioia.
78 Siano confusi i superbi che a torto mi opprimono;
io mediterò la tua legge.
79 Si volgano a me i tuoi fedeli
e quelli che conoscono i tuoi insegnamenti.
80 Sia il mio cuore integro nei tuoi precetti,
perché non resti confuso.
Caf
81 Mi consumo nell'attesa della tua salvezza,
spero nella tua parola.
82 Si consumano i miei occhi dietro la tua promessa,
mentre dico: «Quando mi darai conforto?».
83 Io sono come un otre esposto al fumo,
ma non dimentico i tuoi insegnamenti.
84 Quanti saranno i giorni del tuo servo?
Quando farai giustizia dei miei persecutori?
85 Mi hanno scavato fosse gli insolenti
che non seguono la tua legge.
86 Verità sono tutti i tuoi comandi;
a torto mi perseguitano: vieni in mio aiuto.
87 Per poco non mi hanno bandito dalla terra,
ma io non ho abbandonato i tuoi precetti.
88 Secondo il tuo amore fammi vivere
e osserverò le parole della tua bocca.
Lamed
89 La tua parola, Signore,
è stabile come il cielo.
90 La tua fedeltà dura per ogni generazione;
hai fondato la terra ed essa è salda.
91 Per tuo decreto tutto sussiste fino ad oggi,
perché ogni cosa è al tuo servizio.
92 Se la tua legge non fosse la mia gioia,
sarei perito nella mia miseria.
93 Mai dimenticherò i tuoi precetti:
per essi mi fai vivere.
94 Io sono tuo: salvami,
perché ho cercato il tuo volere.
95 Gli empi mi insidiano per rovinarmi,
ma io medito i tuoi insegnamenti.
96 Di ogni cosa perfetta ho visto il limite,
ma la tua legge non ha confini.
Mem
97 Quanto amo la tua legge, Signore;
tutto il giorno la vado meditando.
98 Il tuo precetto mi fa più saggio dei miei nemici,
perché sempre mi accompagna.
99 Sono più saggio di tutti i miei maestri,
perché medito i tuoi insegnamenti.
100 Ho più senno degli anziani,
perché osservo i tuoi precetti.
101 Tengo lontano i miei passi da ogni via di male,
per custodire la tua parola.
102 Non mi allontano dai tuoi giudizi,
perché sei tu ad istruirmi.
103 Quanto sono dolci al mio palato le tue parole:
più del miele per la mia bocca.
104 Dai tuoi decreti ricevo intelligenza,
per questo odio ogni via di menzogna.
Nun
105 Lampada per i miei passi è la tua parola,
luce sul mio cammino.
106 Ho giurato, e lo confermo,
di custodire i tuoi precetti di giustizia.
107 Sono stanco di soffrire, Signore,
dammi vita secondo la tua parola.
108 Signore, gradisci le offerte delle mie labbra,
insegnami i tuoi giudizi.
109 La mia vita è sempre in pericolo,
ma non dimentico la tua legge.
110 Gli empi mi hanno teso i loro lacci,
ma non ho deviato dai tuoi precetti.
111 Mia eredità per sempre sono i tuoi insegnamenti,
sono essi la gioia del mio cuore.
112 Ho piegato il mio cuore ai tuoi comandamenti,
in essi è la mia ricompensa per sempre.
Samech
113 Detesto gli animi incostanti,
io amo la tua legge.
114 Tu sei mio rifugio e mio scudo,
spero nella tua parola.
115 Allontanatevi da me o malvagi,
osserverò i precetti del mio Dio.
116 Sostienimi secondo la tua parola e avrò vita,
non deludermi nella mia speranza.
117 Sii tu il mio aiuto e sarò salvo,
gioirò sempre nei tuoi precetti.
118 Tu disprezzi chi abbandona i tuoi decreti,
perché la sua astuzia è fallace.
119 Consideri scorie tutti gli empi della terra,
perciò amo i tuoi insegnamenti.
120 Tu fai fremere di spavento la mia carne,
io temo i tuoi giudizi.
Ain
121 Ho agito secondo diritto e giustizia;
non abbandonarmi ai miei oppressori.
122 Assicura il bene al tuo servo;
non mi opprimano i superbi.
123 I miei occhi si consumano nell'attesa della tua salvezza
e della tua parola di giustizia.
124 Agisci con il tuo servo secondo il tuo amore
e insegnami i tuoi comandamenti.
125 Io sono tuo servo, fammi comprendere
e conoscerò i tuoi insegnamenti.
126 È tempo che tu agisca, Signore;
hanno violato la tua legge.
127 Perciò amo i tuoi comandamenti
più dell'oro, più dell'oro fino.
128 Per questo tengo cari i tuoi precetti
e odio ogni via di menzogna.
Pe
129 Meravigliosa è la tua alleanza,
per questo le sono fedele.
130 La tua parola nel rivelarsi illumina,
dona saggezza ai semplici.
131 Apro anelante la bocca,
perché desidero i tuoi comandamenti.
132 Volgiti a me e abbi misericordia,
tu che sei giusto per chi ama il tuo nome.
133 Rendi saldi i miei passi secondo la tua parola
e su di me non prevalga il male.
134 Salvami dall'oppressione dell'uomo
e obbedirò ai tuoi precetti.
135 Fa' risplendere il volto sul tuo servo
e insegnami i tuoi comandamenti.
136 Fiumi di lacrime mi scendono dagli occhi,
perché non osservano la tua legge.
Sade
137 Tu sei giusto, Signore,
e retto nei tuoi giudizi.
138 Con giustizia hai ordinato le tue leggi
e con fedeltà grande.
139 Mi divora lo zelo della tua casa,
perché i miei nemici dimenticano le tue parole.
140 Purissima è la tua parola,
il tuo servo la predilige.
141 Io sono piccolo e disprezzato,
ma non trascuro i tuoi precetti.
142 La tua giustizia è giustizia eterna
e verità è la tua legge.
143 Angoscia e affanno mi hanno colto,
ma i tuoi comandi sono la mia gioia.
144 Giusti sono i tuoi insegnamenti per sempre,
fammi comprendere e avrò la vita.
Kof
145 T'invoco con tutto il cuore, Signore, rispondimi;
custodirò i tuoi precetti.
146 Io ti chiamo, salvami,
e seguirò i tuoi insegnamenti.
147 Precedo l'aurora e grido aiuto,
spero sulla tua parola.
148 I miei occhi prevengono le veglie
per meditare sulle tue promesse.
149 Ascolta la mia voce, secondo la tua grazia;
Signore, fammi vivere secondo il tuo giudizio.
150 A tradimento mi assediano i miei persecutori,
sono lontani dalla tua legge.
151 Ma tu, Signore, sei vicino,
tutti i tuoi precetti sono veri.
152 Da tempo conosco le tue testimonianze
che hai stabilite per sempre.
Res
153 Vedi la mia miseria, salvami,
perché non ho dimenticato la tua legge.
154 Difendi la mia causa, riscattami,
secondo la tua parola fammi vivere.
155 Lontano dagli empi è la salvezza,
perché non cercano il tuo volere.
156 Le tue misericordie sono grandi, Signore,
secondo i tuoi giudizi fammi vivere.
157 Sono molti i persecutori che mi assalgono,
ma io non abbandono le tue leggi.
158 Ho visto i ribelli e ne ho provato ribrezzo,
perché non custodiscono la tua parola.
159 Vedi che io amo i tuoi precetti,
Signore, secondo la tua grazia dammi vita.
160 La verità è principio della tua parola,
resta per sempre ogni sentenza della tua giustizia.
Sin
161 I potenti mi perseguitano senza motivo,
ma il mio cuore teme le tue parole.
162 Io gioisco per la tua promessa,
come uno che trova grande tesoro.
163 Odio il falso e lo detesto,
amo la tua legge.
164 Sette volte al giorno io ti lodo
per le sentenze della tua giustizia.
165 Grande pace per chi ama la tua legge,
nel suo cammino non trova inciampo.
166 Aspetto da te la salvezza, Signore,
e obbedisco ai tuoi comandi.
167 Io custodisco i tuoi insegnamenti
e li amo sopra ogni cosa.
168 Osservo i tuoi decreti e i tuoi insegnamenti:
davanti a te sono tutte le mie vie.
Tau
169 Giunga il mio grido fino a te, Signore,
fammi comprendere secondo la tua parola.
170 Venga al tuo volto la mia supplica,
salvami secondo la tua promessa.
171 Scaturisca dalle mie labbra la tua lode,
poiché mi insegni i tuoi voleri.
172 La mia lingua canti le tue parole,
perché sono giusti tutti i tuoi comandamenti.
173 Mi venga in aiuto la tua mano,
poiché ho scelto i tuoi precetti.
174 Desidero la tua salvezza, Signore,
e la tua legge è tutta la mia gioia.
175 Possa io vivere e darti lode,
mi aiutino i tuoi giudizi.
176 Come pecora smarrita vado errando;
cerca il tuo servo,
perché non ho dimenticato i tuoi comandamenti.